# Rugosana querci
Rugosana querci är en insektsart som beskrevs av Delong 1942. Rugosana querci ingår i släktet Rugosana och familjen dvärgstritar. Inga underarter finns listade i Catalogue of Life.